# Interpret Europe
Interpretar Europa – Asociación Europea para Interpretación de Patrimonio (Oficialmente: Interpret Europe –  European Association for Heritage Interpretation)  es una organización internacional de afiliados, y entidad de bien público en Alemania desde 2010. Parte de sus miembros incluyen asociaciones, instituciones, compañías e individuos. Cerca del 90% de los miembros son europeos.

## Historia
La interpretación de patrimonio se desarrolló en los Parques Nacionales de los EE.UU. durante la primera mitad del siglo XX. El concepto fue definido originalmente por Freeman Tilden en 1957. La primera asociación nacional en Europa fue la Sociedad para la Interpretación del Patrimonio Británico (Society for the Interpretation of Britain’s Heritage), fundada en 1975. Interpret Europe fue primeramente desarrollada como una red abierta en el año 2000, mientras que la asociación como tal fue formalmente establecida el 14 de julio de 2010 en Eslovenia.

## Estructura
Interpret Europe opera en un sistema bi-anual con un consejo de administración ejecutivo y un comité de supervisores. El consejo de administración gestiona la organización y comprende al menos dos miembros y cada uno está autorizado para actuar como representante legal. El consejo de administración es nombrado por un comité de supervisión, que consta de tres a nueve miembros. El comité de supervisión es elegido por la asamblea general que debe aprobar las actividades tanto del consejo de administración y como del comité de supervisión.

## Objetivos
Interpret Europe fomenta la investigación y la práctica en el campo de la interpretación del patrimonio.
La interpretación del patrimonio es un enfoque de aprendizaje no formal que incita a la gente a buscar significados que el patrimonio natural o cultural tiene para ellos, a través de experiencias de primera mano de los sitios del patrimonio, objetos o eventos. Es un enfoque global que se utiliza principalmente en las áreas protegidas, monumentos, museos y jardines zoológicos o botánicos.
Interpretar Europa se promociona como una plataforma europea para la cooperación y el intercambio para estas instituciones, así como para las universidades donde se enseña la interpretación del patrimonio. 

## Actividades
Interpret Europe lleva a cabo conferencias, participa en proyectos internacionales y organiza eventos de capacitación. 
Las conferencias generalmente cuentan con hasta 100 presentaciones, talleres y visitas de estudio; la mayoría de los participantes de la conferencia contribuyen a su ejecución. Las conferencias de Interpret Europe se han llevado a cabo en Alemania (2011), Italia (2012), Suecia (2013), Croacia (2014) y Polonia (2015).[cita requerida] La conferencia de Interpretar Europa 2016, en Bélgica, abordó el tema: "Interpretación del Patrimonio - para el futuro de Europa" dedicado a la pregunta de cómo la experiencia de visitar lugares históricos contribuye a aprender acerca de temas tales como los derechos humanos, la ciudadanía activa y la paz. 
Los proyectos internacionales se centran en una serie de áreas, incluyendo el desarrollo de criterios de calidad europeos (proyecto líder "Transinterpret", Proyecto Leonardo "TOPAS"), el desarrollo de las ofertas de cursos de formación (Proyecto Leonardo "HeriQ"), trabajo con públicos específicos (Proyecto Grundtvig "HISA") y hacer frente a los enfoques de aprendizaje basados en competencias (Proyecto Leonardo "IOEH", ProyectoGrundtvig "InHerit"). 
Los eventos de capacitación se ofrecen en diferentes idiomas y en la actualidad se centran en el entrenamiento de guías y de formadores de guías en las instalaciones relacionadas con los visitantes, tales como parques o museos. 

## Cooperación
Interprete Europe es parte de una alianza global, en cooperación con la Asociación Nacional de Interpretación (EE.UU.), Interpretación Canadá, Interpretación Australia y otras redes e iniciativas. En Europa hay actualmente proyectos en conjunto con la Asociación para la Interpretación del Patrimonio (Reino Unido) y con Sdružení pro interpretaci místního dědictví (República Checa). Interpret Europe también ha entrado en un intercambio con la Asociación para la Interpretación del Patrimonio (España) y con la Associação de Interpretação do Património Natural e Cultural(Portugal). Interprete Europe apoya el desarrollo de nuevas asociaciones nacionales en Europa. 